# Bahnbetriebswerk Ansbach

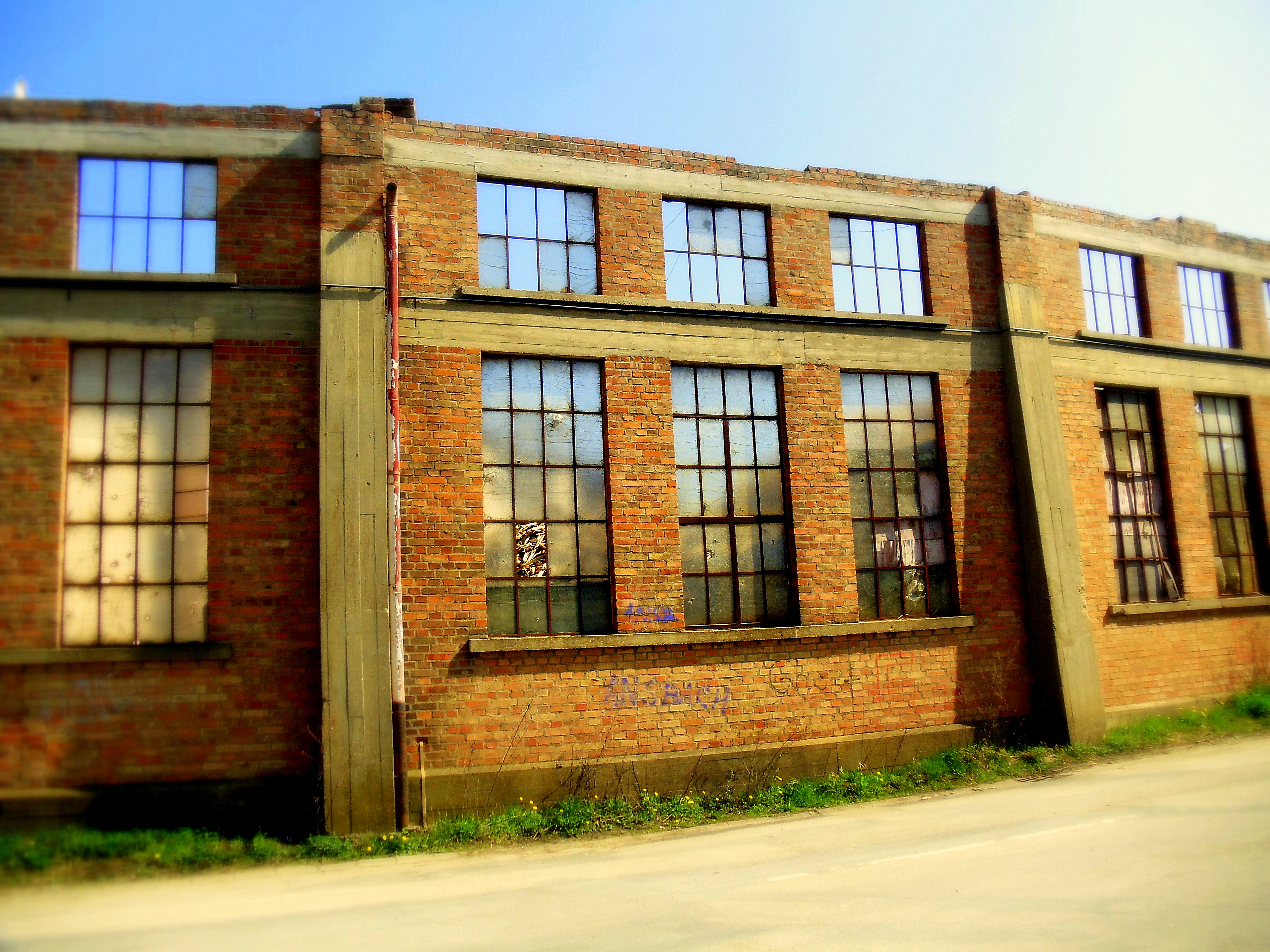
Ruine des Ringlokschuppens (2017)

Das Bahnbetriebswerk Ansbach (Kurzform Bw Ansbach, Abkürzung An) war ein Bahnbetriebswerk für Dampflokomotiven, später auch für Dieseltriebwagen und -lokomotiven der Königlich Bayerischen Staatseisenbahnen, der Deutschen Reichsbahn und der Deutschen Bundesbahn im Bahnhof Ansbach.

## Geschichte
Der 1859 eröffnete Bahnhof Ansbach wurde mit der Inbetriebnahme von Hauptstrecken in vier Richtungen bis 1875 zum Knotenbahnhof. Vor der Eröffnung der Bahnstrecke Nürnberg–Crailsheim 1875 wurde östlich neben dem Empfangsgebäude ein Lokomotivbahnhof mit einer Remise errichtet. Mit Abstellungsmöglichkeiten für vier bis sechs Lokomotiven war dieser relativ klein dimensioniert.
1901 wurde am östlichen Bahnhofskopf, zwischen den Strecken von Nürnberg und von Treuchtlingen im Norden und der heutigen Naglerstraße im Süden, das Bahnbetriebswerk gegen den Widerstand der Bauern, die die dafür benötigten Flächen abgeben mussten, angelegt. Das Betriebswerk bestand aus einem 17-ständigen Ringlokschuppen, einer Drehscheibe mit einem Durchmesser von 23 Metern, einem Verwaltungsgebäude, Werkstätten sowie einem provisorischen Betriebswagenwerk, in dem zeitweise Lehrwerkstatt, Unterrichtsräume und Lokschlosserei untergebracht waren.
Zum Jahresende 1969 wurde das zuvor eigenständige Bahnbetriebswerk Ansbach zu einer Außenstelle des Bahnbetriebswerk Nürnberg Rangierbahnhof herabgestuft. Im Ringlokschuppen wurden danach auch Fahrzeuge des Verkehrsmuseums Nürnberg wie ein Schienen-Straßen-Omnibus, die Lokomotive Pfalz und die 98 307 abgestellt. Eine Recyclingfirma kaufte später einen Teil des Geländes mit dem Ringlokschuppen und nutzte diesen als Lagerhalle.
In der Nacht auf den 31. Mai 2012 wurde der Lokschuppen, in dem unter anderem Hydraulikpressen, Gabelstapler, Papier, Pappe und Metallspäne gelagert waren, durch einen Brand zerstört. Zwei in der Nähe abgestellte Lokomotiven wurden zuvor noch weggefahren. Die 170 am Einsatz beteiligten Feuerwehrleute löschten die Flammen bis zum frühen Morgen. Übrig blieben die Grundmauern und Teile der Außenmauer.
2022 wurden im Bereich des ehemaligen Betriebswerks noch ein Tankgleis sowie weitere Nebengleise als Abstell- und Zuführungsgleise genutzt.

## Dieseltriebwagen
Als erste Dieselfahrzeuge beheimatete die Deutsche Reichsbahn im Mai und Juni 1938 die Einheits-Triebwagen 135 087, 088 und 084 im Bahnbetriebswerk Ansbach, die nach drei Monaten zum Bahnbetriebswerk Augsburg abgezogen wurden. Um 1942 war erneut ein Verbrennungstriebwagen im Bestand des Betriebswerks.
Die Deutsche Bundesbahn beheimatete in Ansbach ab 1952 Uerdinger Schienenbusse der Baureihe VT 95: Die Bestandslisten wiesen am 1. Mai 1955 fünf, am 1. Juni 1961 zwölf, am 1. Januar 1965 zehn und am 1. März 1969 15 Triebwagen dieser Baureihe, dazu 1965 und 1969 14 Beiwagen auf. Ab dem 1. April 1969 waren nur noch Schienenbusse in Ansbach beheimatet. Diese wurden mit der Auflösung des Bahnbetriebswerk Ansbach zum Jahr 1970 ins Bahnbetriebswerk Nürnberg Rangierbahnhof umbeheimatet, wurden aber weiterhin von Ansbach aus eingesetzt. Nachdem 1974 die Baureihe 795 vom Betriebswerk Nürnberg Rangierbahnhof abgezogen wurde, wurde in Ansbach nur noch die Baureihe 798 eingesetzt. Diese Fahrzeuge waren ab dem 1. Juni 1975 in Aschaffenburg beheimatet.